# Державний комітет у справах охорони державного кордону України
Державний комітет у справах охорони Державного кордону України (скор. Держкомкордон України) — є центральним органом виконавчої влади, що реалізує державну політику з прикордонних питань, бере участь у розробці й реалізації загальних принципів правового оформлення і охорони державного кордону України та її виключної (морської) економічної зони, вдосконаленні системи заходів щодо забезпечення їх недоторканності, здійснює функції центрального органу управління Прикордонними військами України. 
Голова Держкомітету - є командуючим Прикордонними військами України.

## Історія
У 1991 році розпочав діяльність авіаційний відділ Держкомкордону України на базі авіаційного відділення управління військ Червонопрапорного Західного прикордонного округу КДБ СРСР, яке у свою чергу, було створено у 1976 році. 
1992 року Державний комітет у справах охорони державного кордону України став правонаступником колишнього управління військ Західного прикордонного округу КДБ СРСР.
У 2001 році авіаційний відділ реформовано в авіаційне управління Прикордонних військ України.
Листопад 2001 р. Державний комітет у справах охорони державного кордону України очолив Микола Литвин. Відповідний указ підписав президент України, Леонід Кучма. 
31 липня 2003 року Державний комітет у справах охорони державного кордону України реорганізовано в Адміністрацію Державної прикордонної служби України.

## Голови Держкомітету
- Губенко Валерій Олександрович (1991-1994 рр.)
- Банних Віктор Іванович (1994-1999 рр.)
- Олексієнко Борис Миколайович (1999-2001 рр.)
- Литвин Микола Михайлович (2001-2003 рр.)